# جمال‌الدین اکرمی
جمال‌الدین اکرمی متولد ۱۳۳۶ در سمنان، نویسنده، مترجم و تصویرگر ایرانی کتاب‌های کودک و نوجوان است. او علاوه بر نویسندگی، در کانون پرورش فکری کودکان و نوجوانان مدرس هنر به مربیان نقاشی بوده است. اولین کتاب‌های او دو مجموعه شعر به نام‌های آهای آهای بهاره و اسب سفید چوبی با تصویرگری اکبر نیکان‌پور در سال ۱۳۶۸ منتشر شد.

## افتخارات
از میان آثار او کتاب‌های دل به دریا(۱۳۸۶) از انتشارات شباویز، گوی و چوگان: سرگذشت ورزش در ایران(۱۳۹۵) از کانون پرورش فکری کودکان و نوجوانان و شب به خیر، ترنا(۱۳۹۵) در فهرست کلاغ سفید قرار گرفته است. سال ۱۳۹۵رمان غریبه و دریا از او به عنوان کتاب سال شهید غنی پور معرفی شد. کتاب کودک و تصویر (جلد ۱ - تصویرگری کتاب کودک در ایران) او، از انتشارات مؤسسه فرهنگی مدرسه برهان در سال ۱۳۹۶ اثر برگزیدۀ پانزدهمین جشنواره کتاب رشد شد. این نویسنده در سال ۱۴۰۲ از سوی کانون پرورش فکری کودکان و نوجوانان در حوزۀ نویسندگی برای نامزدی جهت دریافت جایزه آسترید لیندگرن ۲۰۲۴ به این نهاد ادبی در سوئد معرفی شد.

## آثار تالیفی

### داستان کودک
- بنفشه و جنگل، کاوشگر، ۱۳۷۰
- فاخته تنها، کانون پرورش فکری، ۱۳۷۲
- گل دوستی، کانون پرورش فکری، ۱۳۷۲
- جشن تولد لیلا کوچولو، سرمشق، ۱۳۸۱
- علی کوچولو گم شده بود، سرمشق، ۱۳۸۱
- دختر- پرنده و چشم‌هایش، شباویز، ۱۳۸۳
- آهو کوچولو قایم شو، شباویز، ۱۳۸۳
- مرغ مهاجر، شباویز، ۱۳۸۴
- زربال، شباویز، ۱۳۸۴
- نشان دلیری، شباویز، ۱۳۸۴
- روباه دم بریده، شباویز، ۱۳۸۵
- آخرین آواز مترسک، امیرکبیر، ۱۳۸۴
- نامه ای به پدر، شاهد، ۱۳۸۵
- نخلی برای تو، شاهد، ۱۳۸۶
- ایلیای کوچک، پیک ادبیات، ۱۳۸۶
- آرزوهای گمشده مرد کلاه دودی، به نشر، ۱۳۸۹
- ننه نقلی و کدوی قلقله زن، خانه ادبیات، ۱۳۹۰
- حسن کچل و غول سرنوشت، خانه ادبیات، ۱۳۹۱
- ملکه نیزارها، خانه ادبیات، ۱۳۹۳
- خانواده سلامت، یونسکو، ۱۳۹۵
- ببر بنگال و کانگوروی بچه به بغل، پیدایش، ۱۳۹۶
- تیغ تیغو و تمثال مبارک شیرخان، پیدایش، ۱۳۹۶
- شیرخان و خورشت کلم، پیدایش، ۱۳۹۶
- دم دراز و ننه کلاغه، پیدایش، ۱۳۹۶
- ویلای فیل خان و خاله کرگدن، پیدایش، ۱۳۹۶
- به خاطر دوستی، محراب قلم، ۱۳۹۷

##### شعر کودک
- آهای- آهای بهاره، نمایشگاه کتاب کودک، ۱۳۶۸
- اسب سفید چوبی، نمایشگاه کتاب کودک، ۱۳۶۸
- آواز باران، امیرکبیر، ۱۳۷۳
- آواز گل‌ها، تحقیق، ۱۳۸۲
- آواز رنگین کمان، تحقیق، ۱۳۸۲
- دریای من، شباویز، ۱۳۸۳
- عمونوروز (منظومه)، پنجره سبز، ۱۳۸۵
- سلفژ مقدماتی یک صدایی، موسسه فرهنگی- هنری ماهور، ۱۳۸۷
- ترانه‌های جشن تولد، خانه ادبیات، ۱۳۹۱
- ترانه‌های مهتاب، خانه ادبیات، ۱۳۹۱
- ترانه‌های آفتاب، خانه ادبیات، ۱۳۹۱
- ترانه‌های لالایی، خانه ادبیات، ۱۳۹۴
- مادر- کودک و موسیقی، موسسه فرهنگی- هنری ماهور، ۱۳۹۶

##### هنر کودک
- آموزش هنر و سرگرمی (۱)، کانون پرورش فکری، ۱۳۷۰
- آموزش هنر و سرگرمی (۲)، کانون پرورش فکری (۱۳۷۱)
- باغ وحش کاغذی (۵)، کانون پرورش فکری، ۱۳۷۳
- صورتک‌های نمایشی بسازیم، کانون پرورش فکری، ۱۳۹۴

##### رمان کودک
- کودکان ماه، به نشر، ۱۳۸۷
- تارا و مرغ دریایی‌اش، محراب قلم، ۱۳۹۴
- خانم آقای کلاه دودی، محراب قلم، ۱۳۹۴

##### رمان نوجوان
- دل به دریا، شباویز، ۱۳۸۶، راه‌یافته به فهرست کلاغ سفید و کتابخانه مونیخ
- فانوسی در باد، شاهد، ۱۳۸۷
- چهل تکه، پیدایش، ۱۳۸۷، برگزیده از طرف شورای کتاب کودک
- پسران آفتاب، به نشر، ۱۳۹۰
- بازگشت پروفسور زالزالک، کانون پرورش فکری، ۱۳۹۳
- غریبه و دریا، کانون پرورش فکری، ۱۳۹۴
- آناهید- ملکه سایه‌ها، محراب قلم، ۱۳۹۴
- شب به خیر ترنا، کانون پرورش فکری، ۱۳۹۵، راه‌یافته به فهرست کلاغ سفید و کتابخانه مونیخ

##### شعر نوجوان
- شاعری در باغ وحش، کانون پرورش فکری، ۱۳۹۴

##### پژوهش
- کودک و تصویر (جلد ۱ -تصویرگری کتاب کودک در ایران)، مدرسه برهان، ۱۳۸۳
- کودک و تصویر (جلد ۲ - جستارهایی در تصویرگری کتاب کودک)، سروش، ۱۳۸۹
- گوی و چوگان (ورزش در ایران)، کانون پرورش فکری، ۱۳۹۵، راه‌یافته به فهرست کلاغ سفید و کتابخانه مونیخ
- تصویرگری در ادبیات دینی کودکان و نوجوانان، ۱۳۹۷، علمی فرهنگی

##### تصویرگری
- بنفشه و جنگل، کاوشگر، ۱۳۷۰
- آواز گل‌ها، تحقیق، ۱۳۸۲
- آواز رنگین کمان، تحقیق، ۱۳۸۲
- نامه ای به پدر، شاهد، ۱۳۸۶
- نخلی برای تو، شاهد، ۱۳۸۶ [۷]

## آثار ترجمه

##### داستان کودک
- کمی با هم بخندیم، کانون پرورش فکری، ۱۳۷۴
- زهره و شن‌های روان، خاویر سوبرینو، مبتکران، ۱۳۹۵
- شاهزاده بافنده، نورا ایسوال، مبتکران، ۱۳۹۵
- ستاره و مرد جوان، نادیا ژیپتو، ۱۳۹۵

##### هنر کودک
- چگونه طراحی کنیم (جلد ۱ تا ۵)، جورجن هارتوفیلیس، نمایشگاه کتاب کودک، ۱۳۷۳
- کارگاه هنر برای کودکان، سوزان شوایک، ویژه نشر، ۱۳۹۵

##### رمان نوجوان
- اتان در میان ما، آنا مه یرز، قطره، ۱۳۸۸
- سامی و مرد فضایی، آن کسیدی، محراب قلم، ۱۳۹۵
- لوتا لجبازی می‌کند، آسترید لیندگرن، ۱۳۹۵
- لوتا خرابکاری می‌کند، آسترید لیندگرن، ۱۳۹۵
- ماجراهای دهکده من، آسترید لیندگرن، ۱۳۹۵
- دل خوشی‌های دهکده من، آسترید لیندگرن، ۱۳۹۶
- فرار بزرگ امیل، آسترید لیندگرن، ۱۳۹۶
- امیل و موش خرمای آب زیرکاه، آسترید لیندگرن، ۱۳۹۶
- برادران شیردل، آسترید لیندگرن، محراب قلم، ۱۳۹۷
- آقای ماجیکا ناپدید می‌شود، هامفری کارپنتر، محراب قلم، ۱۳۹۷
- آقای ماجیکا توی اینترنت، هامفری کارپنتر، محراب قلم، ۱۳۹۷
- آقای ماجیکا بازیگر سیرک می‌شود، هامفری کارپنتر، محراب قلم، ۱۳۹۷ [۷]